# Bílsko u Hořic
Bílsko u Hořic, bis 1991 Bílsko (deutsch Bilsko) ist eine Gemeinde in Tschechien. Sie liegt 24 Kilometer nordwestlich des Stadtzentrums von Hradec Králové und gehört zum Okres Jičín.

## Geographie

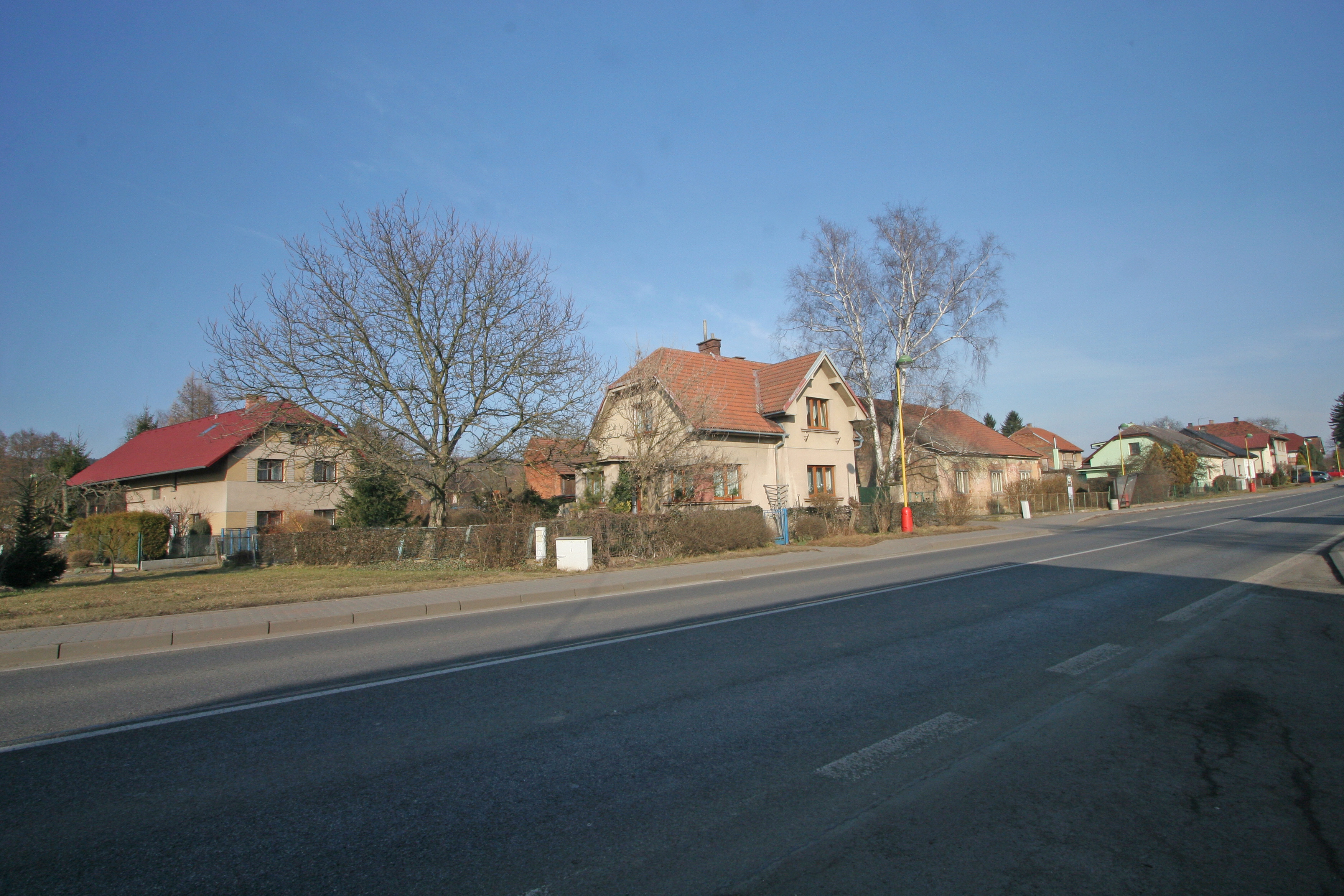
Ortsansicht Bílsko u Hořic

Bílsko befindet sich am südlichen Fuße des Horschitzer Sandsteinrückens am Bach Chlumský potok. Durch die Ortslage Velké Bílsko führt die Europastraße 442 zwischen Jičín und Hradec Králové.
Nachbarorte sind Chlum im Norden, Hrachovec im Nordosten, Libonice und Hořice im Osten, Dobrá Voda u Hořic im Süden, Lískovice, Sylvárův Újezd und Domoslavice im Südwesten, Ostroměř im Westen sowie Holovousy und Chodovice im Nordwesten.

## Geschichte
Bílsko wurde 1386 als Sitz des Zdislav von Blsko erstmals urkundlich erwähnt. Aus dem Jahre 1404 sind Jindřich, Přibík und Petr Černín von Blsko überliefert. Bis zum Beginn des 16. Jahrhunderts bestand in Blsko eine Feste als Landadelssitz, danach wurde das Dorf an die Herrschaft Holovousy angeschlossen.
Im Zuge der Teilung der Herrschaft Holovousy unter den Söhnen von Karl Karlík von Neřetice erhielt Adam Karlík 1574 Blsko als selbständiges Gut. Seine Nachkommen verkauften das Gut 1594 zusammen mit Holovousy an Albert Vladislav Smiřický von Smiřice, der es seiner Herrschaft Hořice zuschlug. Nach der Schlacht am Weißen Berg wurden die Güter der Smiřický konfisziert. Im Dreißigjährigen Krieg wurde der Ort entvölkert, und es erfolgte die Ansiedlung von Deutschen. An Stelle der wüsten Feste entstand nach dem Dreißigjährigen Krieg ein Herrenhof, auf dem eine Brauerei betrieben wurde. 1783 wurde der Herrenhof aufgeteilt. 1811 begann der Anbau von Hopfen.
Nach der Aufhebung der Patrimonialherrschaften war Blsko ab 1850 ein Teil der Gemeinde Libonice im Bezirk Hradec Králové. 1880 erlangte Blsko seine Selbständigkeit. Zu dieser Zeit bestand Blsko aus 29 Häusern und hatte 139 tschechische Einwohner. Pfarr- und Schulort für das Bauerndorf war Chodovice.
Ab 1910 gehörte das Dorf zum Okres Nová Paka und seit den 1930er Jahren zum Okres Hořice. 1921 wurde der Name der Gemeinde in Bílsko geändert. Im Zuge der Gebietsreform von 1960 erfolgte zum 1. Januar 1961 die Eingemeindung nach Dobrá Voda u Hořic; gleichzeitig kam das Dorf zum Okres Jičín. Seit dem 24. November 1990 besteht die Gemeinde Bílsko wieder. Sie trägt zur Unterscheidung von gleichnamigen Orten seit dem 1. Juli 1991 den Namen Bílsko u Hořic.

## Gemeindegliederung
Für die Gemeinde Bílsko u Hořic sind keine Ortsteile ausgewiesen. Bílsko u Hořic besteht aus den Ortslagen Velké Bílsko und Malé Bílsko.

## Sehenswürdigkeiten
- Denkmal der Hl. Dreifaltigkeit, errichtet 1855
- Sandsteinkreuz, geschaffen 1861